# Škoda Praktik
Škoda Praktik je lehký užitkový automobil, který vychází z modelu Roomster. Vyráběla ho mladoboleslavská automobilka Škoda Auto. Prodej byl zahájen v roce 2007. Oproti Roomsteru má vůz zaplechovaná zadní okna. Výroba byla ukončena společně s Roomsterem v roce 2015.
Do úložného prostoru se vejde 36 krabic o rozměru 40×30×30. Jeho objem je 1900 l, délka 1555 mm, šířka 1016-1429 mm a výška 987 mm.
Název Praktik používala automobilka již dříve pro užitkovou verzi odvozenou z modelu Fabia Combi, Škoda Felicia Combi a ještě předtím z modelu Škoda Forman. Jednalo se o automobily s karoserií kombi se zadními okny z plechu. Vyráběl se i Favorit Praktik bez zadních sedadel.